# Цзи Да-вэй
Цзи Да-вэй (англ. Chi Ta-wei; кит. 紀大偉; пэвэдзи: Kí Tāi-úi; пиньинь Jì Dàwěi; палл. Цзи Давэй; род. 3 февраля 1972) — тайваньский писатель, литературовед и переводчик. Научно-фантастический роман «Мембрана» (膜, 1996) принес ему известность и стал одним из первых квир-романов, опубликованных на китайском языке. Он опубликовал ряд эссе и монографию о квир- и научно-фантастической литературе, а также переводил иностранные произведения на китайский язык, включая серию романов итальянского писателя Итало Кальвино.
Окончив факультет иностранного языка и литературы в Национальном университете Тайваня, Цзи Да-вэй получил степень по сравнительному литературоведению в Калифорнийском университете в Лос-Анджелесе. Читал лекции в Уэслианском университете, Коннектикутском университете, а вернувшись на Тайвань преподавал в Национальном университете Чэнгун в Тайнане и сейчас в должности доцента преподает тайваньскую литературу в Государственном университете Чжэнчжи.
После романа «Мембрана», мощного и поэтичного научно-фантастического романа о мутациях тела и памяти, в своих рассказах он ставит под сомнение причуды постиндустриального технократического общества и нормативность наших идентичностей. Сборник позднейших рассказов писателя вышел во Франции под названием «Жемчужины».
Удостоен множества литературных наград Тайваня, включая Литературную премию Ляньхэбао.

## Произведения
- 《感官世界》（台北：平裝本，1995；新版，台北：聯合文學，2011）
- 《膜》（台北：平裝本，1996；復刻版，台北：聯經，2011）
- 《戀物癖》（台北：時報，1998）
- Perles, traduit par Olivier Bialais, Gwennaël Gaffric, Coraline Jortay et Pierrick Rivet, L’Asiathèque, 2020.

- 《酷兒啟示錄》（台北：元尊文化，1997）
- 《晚安巴比倫：網路世代的性慾、異議與政治閱讀》（台北：探索文化，1998；新版，台北：聯合文學，2014）
- 與陳雪、洪凌等合著：《酷兒狂歡節》（台北：元尊文化，1998）
- 與許佑生、張娟芬合著：《揚起彩虹旗：我的同志運動經驗 1990—2001》（台北：心靈工坊，2002）
- 《正面與背影：台灣同志文學簡史》（台南：國立臺灣文學館，2012）
- 《同志文學史：台灣的發明》（台北：聯經，2017）